# Verdensmester (film fra 1954)
|  | For den russiske film fra 2021, se Tjempion mira (film fra 2021) |
Verdensmester  (russisk: Чемпион мира, translit.: Tjempion mira) er en sovjetisk spillefilm fra 1954 instrueret af Vladimir Gontjukov.

## Handling
En ung smed Ilja Gromov fra landsbrugskollektivet (kolkhozen) "Den hvide nøgle" vinder titlen som regionsmester i brydning. Efter at myndighederne har bemærket hans succes, overflyttes Gromov til byen. En selvhævdende lokal Komsomol-arrangør forsøger at tilrettelægge Gromovs træning i landbrugskollektivet. Den tidligere verdensmester i brydning, Fjodor Bessonov, der nu er træner, beslutter sig for at bruge en del af sin tid på at træne brydere fra kollektivlandbrugene, herunder Gromov. Da Gromov kommer til byen taber han en brydekamp og er ved at opgive, men Bessonov får ham overtalt til at fortsætte. Gromov vinder republikkens brydemesterskab og stiller herefter op til USSR's brydemesterskaber. I finalen taber Ilya på point til den 11-dobbelte USSR-mester, Korablev. Korablev kan dog se Gromovs talent og anbefaler ham at deltage i internationale konkurrencer. Gromov tager afsted til udlandet, hvor han besejrer den erfarne svenske bryder Ole Irsen i en kamp om verdensmesterskabet.

## Medvirkende
- Aleksej Vanin som Ilja Gromov
- Vladimir Volodin som Privalov
- Vasilij Merkurjev som Fjodor Bessonov
- Vladimir Guljaev
- Denis Andrejev